# Marek Vochozka
Marek Vochozka (* 30. prosince 1976 Český Krumlov) je český ekonom a VŠ pedagog, v letech 2009 až 2012 pověřený vedením a v letech 2013 až 2020 a opět od roku 2025 rektor Vysoké školy technické a ekonomické v Českých Budějovicích.

## Život
V letech 1997 – 2002 studoval na Zemědělské fakultě Jihočeské univerzity v Českých Budějovicích, v oboru Ekonomika a management kde získal titul inženýr. Na Vysoké škole ekonomie a managementu získal v roce 2005 titul MBA. 
V roce 2008 získal titul Ph.D. na Vysoké škole ekonomické v Praze, kde působil jako odborný asistent na Katedře podnikové ekonomiky Fakulty podnikohospodářské. Na VŠTE v Českých Budějovicích pracuje na Katedře ekonomiky a managementu (katedru také vedl), kde přednášel předměty se zaměřením na ekonomiku podniku, finanční řízení a ekonomii.
V březnu 2009 byl Akademickým senátem VŠTE v Českých Budějovicích pověřen výkonem funkce rektora (důvodem bylo odvolání předchozího rektora Miroslava Krejči). V prosinci 2012 jej prezident Václav Klaus jmenoval řádným rektorem univerzity, dekret mu ale předal ministr školství, mládeže a tělovýchovy ČR Petr Fiala. Vochozka se funkce ujal od 1. ledna 2013. V tomto roce také získal titul docent, v oboru Podniková ekonomika a management na České zemědělské univerzitě v Praze.
V dubnu 2015 se stal členem Kontrolní rady Technologické agentury ČR. Na konci listopadu 2016 jej prezident Miloš Zeman jmenoval rektorem VŠTE v Českých Budějovicích i pro druhé funkční období.
V roce 2016 stál také u zrodu Znaleckého ústavu na VŠTE, akreditovaného u Ministerstva spravedlnosti ČR.
V roce 2018 byl pak, na Vysokém technickém učení v Brně, jmenován profesorem, a to v oboru Ekonomika a management. Funkci rektora VŠTE v Českých Budějovicích zastával do konce roku 2020, kdy jej nahradil Vojtěch Stehel.
V červnu 2024 byl po čtyřleté pauze opět zvolen kandidátem na post rektora VŠTE v Českých Budějovicích. V prosinci 2024 jej pak do funkce jmenoval prezident Petr Pavel, a to s účinností od 1. ledna 2025. Na postu rektora nahradil Vojtěcha Stehela.

### Výzkumné dovednosti
Zvládání metodologie základního i aplikačního výzkumu, statistického a matematického modelování, využití neuronových sítí pro oblast hodnocení podniku a predikce jeho dalšího vývoje, rešeršní činnost zejména ze zahraničních zdrojů, jasná a přesná deklarace výzkumných cílů a jejich naplnění, týmová práce, včetně role vedoucího týmu, orientace v oblasti grantových projektů, výzkumných záměrů jak na úrovni státní, tak i fakultní. Vědecké zaměření na ekonomické řízení podniku s orientací především na ekonomické aspekty, dále na environmetální, sociální aspekty ve vztahu k udržitelnosti podniku.

### Vědecká ocenění
Na návrh vědecké komunity a po schválení senátem VŠTE mu byla v roce 2016 udělena Zlatá medaile za zásluhy o rozvoj VŠTE u příležitosti jejího 10. výročí založení.

### Vědecká a publikační činnost
Ve své výzkumné činnosti se zaměřuje na problematiku komplexního hodnocení podniku, bankrotní a bonitní modely, finanční řízení podniků a jejich oceňování. V poslední době se také zabývá matematickým modelováním s využitím neuronových sítí. V oblasti oceňování podniků využívá bohatých zkušeností, kdy působí jako soudní znalec v oboru Ekonomika. Mezi jeho další ekonomické specializace patří: přezkoumání a posuzování přeměn obchodních společností, oceňování nehmotného majetku, finančního majetku, nepeněžitých vkladů, investice, mzdy či oceňování nemovitostí.
Je také autorem mnoha publikací a článků, v nichž se často zabývá právě komplexním hodnocením podniku. Vysoce ceněny jsou jeho publikace Metody komplexního hodnocení podniku – nedostatky a jejich řešení, Podniková ekonomika, Podnikové řízení, Využití neuronových sítí při komplexním hodnocení podniků. V poslední době je autorem řady významných carentovaných článků. Je autorem či spoluautorem několika významných odborných knih:
VOCHOZKA, Marek. Metody komplexního hodnocení podniku. 1. vyd. Praha: Grada Publishing, 2011. 246 s. Finanční řízení. ISBN 9788024736471.
VOCHOZKA, Marek, Zuzana ROWLAND, Vojtěch STEHEL, Petr ŠULEŘ a Jaromír VRBKA. Modelování nákladů podniku pomocí neuronových sítí. První vydání. České Budějovice: Vysoká škola technická a ekonomická, 2016. 114 s. ISBN 9788074681127.
VOCHOZKA, Marek, VÁCHAL, Jan, STRAKOVÁ, Jarmila, STEHEL, Vojtěch, JELÍNEK, Jiří. Využití neuronových sítí při komplexním hodnocení podniků. 1. vydání. Praha: C. H. Beck, 2017. 231 s. ISBN 9788074006425.
VOCHOZKA, Marek, Jakub HORÁK a Veronika MACHOVÁ. Neuronové sítě pro predikci cen akcií v odvětví dopravy. 1. vyd. České Budějovice: Vysoká škola technická a ekonomická v Českých Budějovicích, 2019. 133 s. ISBN 9788074681509.
KHASAEV, Gabibulla, Marek VOCHOZKA a Jaromír VRBKA. Creating a comprehensive enterprise evaluation method. 1. vyd. České Budějovice: Institute of Technology and Business in České Budějovice, 2018. 174 s. ISBN 9788074681363.
VOCHOZKA, Marek, Gabibulla KHASAEV, Jan MAREČEK, Jaromír VRBKA a Veronika MACHOVÁ. Inventory management in manufacturing company. 1st. České Budějovice: Institute of Technology and Business in České Budějovice, Samara State University of Economics, 2018. 142 s. ISBN 9788074681233.
KLIEŠTIK, Tomáš, Jana KLIEŠTIKOVÁ, Mária KOVÁČOVÁ, Lucia ŠVÁBOVÁ, Katarína VALÁŠKOVÁ, Marek VOCHOZKA a Judit OLÁH. Prediction of financial health of business entities in transition economies. 1. vyd. New York: Addleton Academic Publishers, 2018. 479 s. ISBN 9781942585398.
ASHMARINA, Svetlana, Elena KANDRASHINA, Anna ZOTOVA, Marek VOCHOZKA, Zuzana ROWLAND, Jaromír VRBKA a Petr ŠULEŘ. Research on Development Trends and Tendencies of the Higher Education System in Russia and in the World. 1. vyd. České Budějovice, Czech Republic: Institute of Technology and Business in České Budějovice, Samara State University of Economics, 2018. 132 s. ISBN 9788074681295.
VOCHOZKA, Marek, Gabibulla KHASAEV a Mariya GUSEVA. Sustainable development. 1. vyd. České Budějovice, Czech Republic: Institute of Technology and Business in České Budějovice, Samara State University of Economics, 2017. 156 s. ISBN 9788074681165.